# النور فارجون
النور فارجون (انگلیسی: Eleanor Farjeon؛ ۱۳ فوریهٔ ۱۸۸۱ – ۵ ژوئن ۱۹۶۵) شاعر و نویسنده کودکان اهل بریتانیا بود. آثارش را معمولاً ادوارد آردیزون تصویرگری می‌کرد. فارجون برنده جوایز متعددی همچون جایزه هانس کریستیان آندرسن شده و جایزه النور فارجون برای ادبیات کودک به یاد او نام‌گذاری شده است.